# Il Portico
Il Portico è stato un settimanale italiano, periodico ufficiale dell'Arcidiocesi di Cagliari. 
Aveva sede presso il Seminario arcivescovile, dove condivideva la redazione con l'emittente diocesana Radio Kalaritana; è stata edita dalla Fondazione "Kalaritana Media", fondata nel 2024.

## Storia
Il giornale è stato fondato nel 2004 per volontà dell'arcivescovo di Cagliari Giuseppe Mani, a seguito della chiusura del precedente periodico diocesano, Nuovorientamenti. Questo aveva già sostituito nel 1981 il primo giornale diocesano Orientamenti, fondato nel 1958.
La testata è stata chiusa nel 2024, confluendo nell'inserto domenicale regionale di Avvenire con il nome di Kalaritana Avvenire. L'ultimo numero è stato stampato il 28 luglio 2024.

## Direttori
Orientamenti
- Tarcisio Pillolla (1958-1972)
- Piero Monni (1972-1974)
- Gianfranco Zuncheddu (1974-1981)

Nuovorientamenti
- Antonio Tagliaferri (1981-2004)

Il Portico
- Sergio Nuvoli (dal 2004 al 24 novembre 2013)
- Roberto Piredda (dal 1 dicembre 2013 al 18 ottobre 2015)
- Roberto Comparetti (dal 25 ottobre 2015 al 28 luglio 2024)